# إمباير سيتي: 1931
إمباير سيتي: 1931 (بالإنجليزية: Empire City: 1931)، هي لعبة فيديو يابانية من نوع تصويب الشاشة، صدرت اللعبة على منصة آركيد سنة 1986، ثم على منصة نينتندو إنترتينمنت سيستم وإم إس إكس، وهي من تطوير شركة سيبو كيهاتسو اليابانية.